# Наша биография
«Наша биография» — цикл из 60 документальных фильмов на тему истории СССР. Выход в эфир в 1976—1977 гг. приурочен к празднованию 60-летия Октябрьской революции. Каждый фильм посвящён одному году. Примерный хронометраж фильма — 60 минут.

## История
Идея проекта принадлежит Евгению Тяжельникову, первому секретарю ЦК ВЛКСМ. В августе 1976 года производство было поручено Главной редакции программ для молодёжи ЦТ, так как, по замыслу, фильмы должны быть адресованы молодому поколению. За основу предлагалось взять цикл «Летопись полувека», подготовленный ЦТ к 50-летию Октябрьской революции. Дату выхода в эфир первого фильма запланировали на 1 сентября 1976 года, но позже из-за нехватки времени перенесли на 7 ноября.
Над большей частью фильмов (серии с 1917 по 1964 гг.) работали Галина Шергова (художественный руководитель), Евгений Широков (главный редактор Молодёжной редакции), Эдуард Сагалаев (заместитель главного редактора), Анатолий Лысенко (редактор и автор сценариев). Остальные серии, посвящённые периоду правления Леонида Брежнева, создавались Главной редакцией научно-популярных и учебных программ под руководством Елены Егоровой. Авторы молодёжной редакции предложили название — «Автобиография страны», так как основу фильмов должны были составлять рассказы очевидцев исторических событий. Галина Шергова руководила подготовкой цикла, она изменила название на «Наша биография» и написала концепцию. Над сериалом работали 9 бригад. Авторы исследовали документальную хронику и после снимали интервью с участниками событий. Ведущие комментировали события и рассказы. Одним из режиссёров и авторов сценария проекта был Владимир Ворошилов.
Для эпопеи была записана песня «Наша биография» в исполнении Виктора Мамонова. Слова написали режиссёр Анатолий Монастырёв и его жена Ольга Писаржевская. Музыку — композитор Алексей Мажуков.
Научная консультация была поручена Институту истории СССР Академии наук СССР. Главные консультанты: Исаак Минц (доктор исторических наук, член-корреспондент, действительный член АН СССР по отделению истории и философии), Алексей Нарочницкий (академик АПН СССР) и Юрий Поляков (доктор исторических наук, профессор, член-корреспондент АН СССР).
Использовались материалы Центрального Государственного архива кинофотодокументов СССР. Фильмы проходили тройной контроль: поочерёдно смонтированный материал смотрели Стелла Жданова, Энвер Мамедов (заместители председателя Гостелерадио СССР), Сергей Лапин (председатель Гостелерадио СССР). «Наша биография» выходила в эфир еженедельно, по пятницам.
19 октября 1978 года за создание цикла ЦК КПСС и Совет Министров СССР, по предложению Комитета по Ленинским и Государственным премиям СССР в области литературы, искусства и культуры при Совете Министров СССР присудил Государственную премию СССР (5 000 рублей) сценаристам, режиссёрам, актёрам и ведущим. Награду получили Галина Шергова, Владимир Губарев, Вилионар Егоров, Анатолий Лысенко, Эдуард Сагалаев, Евгений Широков, Светлана Аннапольская, Станислав Белянинов, Анатолий Корвяков, Игорь Романовский, Юрий Каюров.

## Новаторство
Авторы стремились найти малоизвестные факты из истории, не боялись предложить новый взгляд на события. Например, в фильме про 1917 год впервые в СМИ заявлялось, что революция в Петрограде была бескровной (этот факт автор сценария обнаружил в переписке Ленина).
Режиссёры монтажа использовали новые для советского телевидения приёмы: наложение изображений, дробление кадра.